# Anna Bondár
Anna Bondár (født 27. maj 1997 i Szeghalom, Ungarn) er en professionel tennisspiller fra Ungarn.